# Cámara térmica

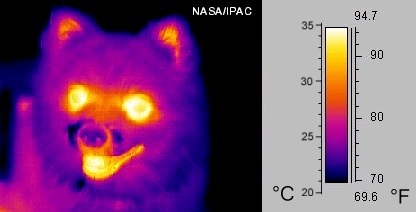
Imagen de un perro visto por una cámara infrarroja. A la derecha la escala de temperaturas. También se puede apreciar la asignación arbitraria de colores a las temperaturas.

Una cámara térmica o cámara infrarroja es un dispositivo que, a partir de las emisiones de infrarrojos medios del espectro electromagnético de los cuerpos detectados, forma imágenes luminosas visibles por el ojo humano.
Estas cámaras operan, más concretamente, con longitudes de onda en la zona del infrarrojo térmico, que se considera entre 3 µm y 14 µm.
Una cámara térmica o infrarroja permite ver la irradiación de una persona, animal u objeto de lo que nosotros no podemos ver de lo que llamamos luz visible.

## Funcionamiento

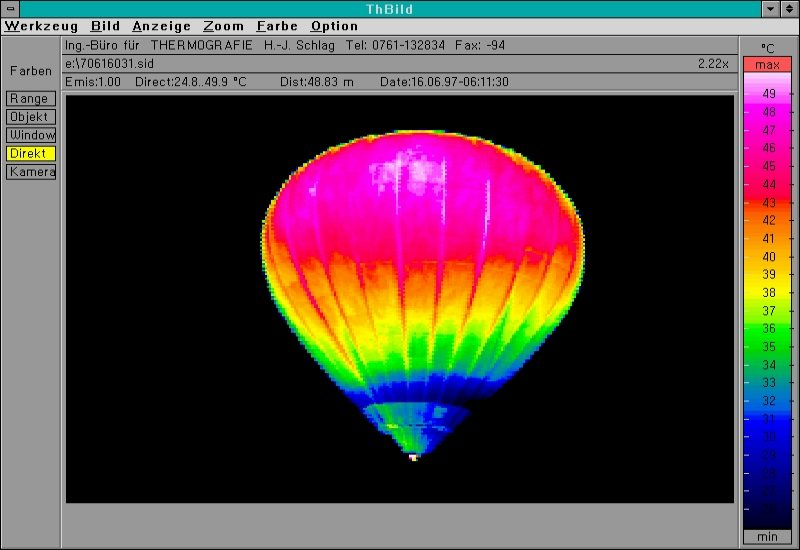
Imagen mostrando variación de temperatura en un globo de aire caliente.

Todos los cuerpos emiten cierta cantidad de radiación de cuerpo negro (en forma infrarroja) en función de su temperatura. Generalmente, los objetos con mayor temperatura emiten más radiación infrarroja que los que poseen menor temperatura.
Las imágenes visualizan en una pantalla, y tienden a ser monocromáticas, porque se utiliza un solo tipo de sensor que percibe una particular longitud de onda infrarroja. Muestran las áreas más calientes de un cuerpo en blanco y las menos en negro, y con matices grises los grados de temperatura intermedios entre los límites térmicos.
Sin embargo, existen otras cámaras infrarrojas que se usan exclusivamente para medir temperaturas y procesan las imágenes para que se muestren coloreadas, porque son más fáciles de interpretar con la vista. Pero esos colores no corresponden a la radiación infrarroja percibida, sino que la cámara los asigna de acuerdo al rango de intensidad de particular longitud de onda infrarroja, por eso se llaman falsos colores o pseudocolores.
Esos falsos colores tienen varias aplicaciones, como las cartográficas, pues describen las diferentes alturas del relieve de un mapa: De color azul las partes más frías, que comúnmente son las más altas, y de color rojo las más calientes, que son las más bajas; las partes intermedias en altura, y por tanto en temperatura, en otros colores como el amarillo y el anaranjado.
Otras aplicaciones generales de las cámaras infrarrojas son: ver en las tinieblas, a través del humo o debajo del suelo.
Se han ingeniado maneras para evitar la detección por cámaras infrarrojas, pero no son eficaces. Vestirse con ropa aislante térmica oculta temporalmente de la cámara, porque la ropa se calienta gradualmente a la temperatura del entorno y se vuelve detectable[cita requerida]. Envolverse en papel aluminio y vestir prendas mojadas no oculta de las cámaras potentes, sólo confunde las lecturas percibidas[cita requerida].

### Tipos

#### Refrigeradas
Emplean semiconductores exóticos, que se encuentran al vacío y refrigerados, lo que incrementa su sensibilidad. Los materiales más comunes son el telururo de cadmio y mercurio (CdHgTe o CMT -siglas en inglés-) y el antimoniuro de indio (InSb). También se pueden realizar detectores sensibles al infrarrojo con elementos del tipo pozo cuántico.
Se emplean enfriando a temperaturas del rango de 4 K hasta 110 K, siendo 80K  el más común; sin esta refrigeración el propio ruido térmico del sensor es superior a la señal detectada.

#### No refrigeradas
Funcionan a temperatura ambiente; se sacrifican prestaciones para obtener equipos más baratos y de menor consumo. Los materiales más usados son silicio amorfo y óxidos de vanadio.

## Clasificación

### En función del tipo de detector

#### Cámaras infrarrojas con detectores criogenizados
Los detectores están contenidos en un recipiente sellado al vacío (Dewar) y enfriado muchos grados bajo cero Celsius por un costoso equipo criogénico. Esto aumenta enormemente su sensibilidad con respecto a los detectores al ambiente, debido a su gran diferencia de temperatura con respecto al cuerpo emisor detectado. Si el detector no fuera enfriado criogénicamente, la temperatura ambiental del detector interferiría las lecturas de temperatura recibidas por el detector. 
Las ventajas de los detectores criogénicos son:
- Alta sensibilidad (pueden detectar temperaturas de 0,01 °C)
- Permiten acoplar ópticas potentes para observar objetos lejanos.

Las desventajas de los detectores criogénicos son: 
- Su consumo de energía para enfriar el detector (~ 10 vatios)
- El alto coste para fabricar los semiconductores especiales, sellar al vacío los recipientes y fabricar el refrigerador criogénico  (decenas de miles de €)
- Tiempo de enfriamiento del sensor del detector a la temperatura óptima de operación (~ 7 minutos).

Debido a su alto coste su empleo se reduce a las fuerzas armadas y de seguridad.

#### Cámaras infrarrojas con detectores al ambiente
Estos operan a la temperatura ambiental. Los más modernos usan sensores que funcionan cambiando las propiedades eléctricas del material del cuerpo emisor. Estos cambios (de corriente, voltaje o resistencia) son medidos y comparados a los valores de temperatura de operación del sensor. Los sensores pueden estabilizarse a una temperatura de operación, por arriba de los cero celsius, para reducir las interferencias de percepción de imagen, y por eso no requiere equipos de enfriamiento.
Las ventajas de estos detectores son:
- Su menor costo con respecto a los criogenizados.
- Menor tamaño.

Pero sus desventajas: 
- Mucha menos sensibilidad resolución que los criogenizados.
- Necesidad de ópticas con gran apertura, lo que limita su uso a objetos cercanos.

Dado que en este campo se están produciendo avances constantes, las prestaciones de estas cámaras se están acercando a las cámaras con detectores criogenizados.

### En función del origen de la radiación

#### Cámaras infrarrojas activas
Emiten radiación infrarroja con un reflector integrado a la cámara o ubicado en otro sitio. El haz infrarrojo alumbra el cuerpo detectado, y el alumbramiento es emitido por el cuerpo para ser percibido por la cámara e interpretado en una imagen monocromática.
El reflector tiene un filtro para prevenir que la cámara sea interferida por la observación de la luz visible. Si el reflector tiene mayor alcance, mayor será el tamaño y el peso de su filtro y mayor será el tamaño de la batería, porque aumenta su consumo de energía. Por eso la mayoría de las cámaras activas portátiles tienen un reflector con alcance de 100 metros, pero algunos fabricantes exageran el alcance de las cámaras a varios cientos de metros.

#### Cámaras infrarrojas pasivas
También se llaman cámaras termográficas. Carecen de reflectores, y perciben la radiación infrarroja tal cual es emitida por un cuerpo. Son las más comunes.
Estas cámaras se usan para rastrear gente en áreas donde es difícil verlos (de noche, humo o niebla), encontrar rastros recientes de alguien que ha dejado un lugar, seguir un coche en particular, ver rastros de humedad en ciertas superficies, inspección de elementos industriales, etc.

## Especificaciones
Las especificaciones de los sensores de infrarrojos incluyen:
- número de píxels (320x240 y 640x512 son los más comunes)
- sensibilidad espectral (banda de 3 µm a 5 µm o de 8 µm a 12 µm)
- vida útil del refrigerador
- MRTD (mínima diferencia de temperatura resoluble)
- campo de visión (dependiente de la óptica)
- rango dinámico
- potencia consumida
- masa y volumen.

## Aplicaciones de las cámaras térmicas
Originalmente fueron desarrolladas para uso militar en la guerra de Corea. Las cámaras fueron migrando de forma paulatina a otros campos tales como medicina o arqueología. Más recientemente, avances ópticos y el empleo de sofisticados interfaces de software han mejorado la versatilidad de este tipo de cámaras, por ejemplo, puede conocerse la temperatura corporal al instante, la cámara puede verificar si la temperatura es superior a la normal y se dispara una alarma sonora para que se identifique a la persona.
Las aplicaciones incluyen:
- militares y policiales para detección de objetivos y adquisición de datos;
- seguridad y antiterrorismo;
- mantenimiento predictivo (detección temprana de fallos tanto mecánicos como eléctricos);
- control de procesos;
- detección o análisis de incendios;
- industria automotriz;
- inspección de suelos;
- auditoría de aislantes acústicos;
- inspección de muros;
- medicina y diagnosis;
- análisis no destructivos;
- test de calidad en entornos de producción;
- detección de polución;
- detección de temperatura corporal, por ejemplo, para la detección de gripe A.
- observación de animales en su medio natural durante la noche, para estudios de conducta.

## Uso de la cámara térmica en España, Latinoamérica y los Estados Unidos
La cámara térmica, como herramienta tecnológica que ayude en el ámbito laboral ha tenido una lenta introducción en España y Latinoamérica; en cambio, en Estados Unidos su penetración en el mundo laboral ha sido notablemente más rápida. Aunque su implementación en ámbitos cada vez más diversos ha ido aumentando progresivamente, su uso sigue estando reducido en el ámbito de la investigación científica, en el de las fuerzas de protección civil, en el de los cuerpos de bomberos y en el ámbito militar, es decir, en las fuerzas armadas. 
Por lo que al uso de la cámara térmica en el ámbito de la investigación se refiere, en España destaca la Universitat Politècnica de Catalunya, la cual usó este tipo de cámara en la investigación del proyecto NanoSatLab. También en España, el uso de las cámaras térmicas destaca en el ámbito de los cuerpos de bomberos, con ejemplos como lo son la instalación de un sistema de detección de incendios con cámara térmica en el municipio de Vacarisses, o la incorporación de cámaras térmicas en drones y helicópteros de los cuerpos de bomberos de la Comunidad Valenciana y de la Comunidad de Madrid respectivamente.
Respecto al uso de la cámara térmica en Latinoamérica y los Estados Unidos, este está abarcando cada vez más ámbitos laborales distintos. Por lo que corresponde al uso de la cámara térmica en la investigación científica en Latinoamérica, destaca el reciente uso que se le ha dado a este tipo de cámaras en el ámbito de la medicina veterinaria en México, donde se utilizó una cámara térmica para comprobar el estado de salud de un lobo marino del zoológico de Aragón. También en México se han empleado las cámaras térmicas por parte de las fuerzas de protección civil, más concretamente por parte de equipos de búsqueda y rescate con el fin de localizar a víctimas entre los escombros del terremoto que azotó el país en 2017. En el ámbito militar, las cámaras térmicas se han ido incorporando como útiles herramientas de combate en carros blindados y drones por parte de los ejércitos de Chile y de la República Oriental del Uruguay respectivamente. Existen también maneras de utilizar las cámaras térmicas con fines no profesionales o laborales, como en el curioso caso que se dio en Colombia, en el que delincuentes usaban ese tipo de dispositivos para detectar los rastros de calor que dejaban los usuarios de cajeros automáticos en las teclas donde introducían su combinación numérica secreta. Finalmente, el uso de la cámara térmica por parte de las fuerzas de seguridad, como la policía, está bastante extendido en Estados Unidos, habiendo estas incluso llegado a hallar víctimas de violación sexual gracias a este tipo de tecnología.